# Edwardsina pilosa
Edwardsina pilosa är en tvåvingeart som beskrevs av Peter Zwick 1977. Edwardsina pilosa ingår i släktet Edwardsina och familjen Blephariceridae. Inga underarter finns listade i Catalogue of Life.